# Helicia nilagirica
Helicia nilagirica är en tvåhjärtbladig växtart som beskrevs av Richard Henry Beddome. Helicia nilagirica ingår i släktet Helicia och familjen Proteaceae. Inga underarter finns listade i Catalogue of Life.